# Amenemés VII
Sejefacaré Cai Amenemés VII foi um faraó egípcio da XIII dinastia, conhecido da Lista de Reis de Turim, e vários outros objetos, incluindo seis selos cilíndricos, um estande de casca de Medamude e dois selos escaravelho. Seu nome aparece como grafite na tumba da rainha Cuite I em Sacará. Ryholt atribui a ele, sem outras evidências, um reinado de 6 a 7 anos.